# Florian Fleischer
Florian Fleischer (* 22. Juli 1978 in Hannover) ist ein ehemaliger deutscher Basketballspieler.

## Werdegang
Der 2,02 Meter große Innenspieler wechselte 2001 zur BG 73 Wolfenbüttel (2002 in Wolfenbüttel Dukes übergegangen). Mit der Mannschaft spielte er bis 2003 in der 2. Basketball-Bundesliga. Ab der Saison 2003/04 verstärkte Fleischer den TK Hannover in der 1. Regionalliga Nord. 2005 stieg er mit dem TKH aus der Liga ab. 2006/07 war er Spieler des CVJM Hannover in der 2. Regionalliga.
2007 wechselte Fleischer zum UBC Hannover, wurde mit der aufstrebenden Mannschaft 2008 Vizemeister der 1. Regionalliga Nord und nahm mit ihr 2008/09 am Wettkampfbetrieb der 2. Bundesliga ProB teil. Nachdem der UBC die Teilnahmeberechtigung für die zweithöchste deutsche Spielklasse, 2. Bundesliga ProA, erworben hatte, kam Fleischer während der Saison 2009/10 in zwei ProA-Begegnungen zum Einsatz. In derselben Saison bestritt er für die Mannschaft Hannover Korbjäger drei Spiele in der Oberliga.